# Mount Vernon (South Dakota)
Mount Vernon is een plaats (city) in de Amerikaanse staat South Dakota, en valt bestuurlijk gezien onder Davison County.

## Demografie
Bij de volkstelling in 2000 werd het aantal inwoners vastgesteld op 477.
In 2006 is het aantal inwoners door het United States Census Bureau geschat op 468, een daling van 9 (-1,9%).

## Geografie
Volgens het United States Census Bureau beslaat de plaats een oppervlakte van
0,8 km², geheel bestaande uit land. Mount Vernon ligt op ongeveer 430 m boven zeeniveau.

## Plaatsen in de nabije omgeving
De onderstaande figuur toont nabijgelegen plaatsen in een straal van 20 km rond Mount Vernon.